# 奥古斯都·劳里克殖民地
奧古斯都·劳里克殖民地（Augusta Raurica，亦作Colonia Augusta Rauricorum），或纯音译作奧古斯塔·勞里卡，是一個古羅馬遺蹟，位於瑞士的萊茵河南岸的奧格斯特和凯撒奥格斯特，距離巴塞爾20公里。它是萊茵河畔迄今爲止爲人所知的最古老的古羅馬遺蹟。
奧古斯都·劳里克殖民地是以凱爾特人的勞里克部落和羅馬帝國的皇帝奧古斯都命名的。在其鼎盛時期，這個城市住了多達二萬居民。工作坊、商業企業、旅館、寺廟和公共浴池都緊密地連在一起。奧古斯塔·勞里卡保存得格外完好，因為無論中世紀或者現代，都沒有建築新城鎮。

## 外部連結
- 官方網站